# Dit zou in de tegenwoordige tijd geschreven moeten worden
Dit zou in de tegenwoordige tijd geschreven moeten worden is een vertaalde roman van Helle Helle uit 2011, met de Deense titel: Dette burdes skrive i nutid, waarvoor ze op 24 januari 2012 De Gyldne Laurbær ontving.

## Verhaal
De 21-jarige hoofdpersoon Dorte vertelt aan het begin van het boek dat ze een jaar zelfstandig heeft gewoond in een bungalow vlak bij het station van Glumsø, waarbij ze veinsde in Kopenhagen te studeren. Ze vertrekt er, nadat ze eerder al bij tante Dorte, Per, Lars en wederom tante Dorte had gewoond. In het afgelopen jaar heeft ze haar jonge leven voor haar komst naar de bungalow met de lezer besproken. Het samenwonen als 18-jarige met Per Finland, in een verbouwde stal op het erf van zijn ouders. Na een abortus vertrekt ze plotseling naar Per zijn neef, Lars, met wie ze op zijn kamer gaat samenwonen. Als ze ook hem in gedachten ontrouw is gaat ze terug naar haar 24 jaar oudere tante Dorte. Op hun deur staat als naambord Dorte X2, totdat de komst van de nieuwe vriend van tante, Hardy, Dorte naar de bungalow aan het spoor in Glumsø voert.
Tijdens haar verblijf in de bungalow ontwikkelt ze langzaam maar zeker gevoelens voor stationschef Knud. Wanneer diens vriendin tijdelijk afwezig is, leidt hun band tot een intiem moment. Niet lang daarna duikt Hase, een bekende uit het verleden, weer op. Dit brengt Dorte ertoe om opnieuw afscheid te nemen. Aan het einde van het verhaal vraagt Knud haar of ze hem zal schrijven, maar Dorte denkt van niet. Het boek sluit af met de woorden die ook de titel vormen:
Dit zou in de tegenwoordige tijd geschreven moeten worden